# Yunganastes fraudator
Yunganastes fraudator е вид жаба от семейство Craugastoridae. Видът не е застрашен от изчезване.

## Разпространение и местообитание
Разпространен е в Боливия.
Обитава гористи местности, склонове и храсталаци.

## Описание
Популацията на вида е стабилна.